# Grand Anneau (Osaka)
Pour la mégastructure cosmique, voir Grand Anneau.
Le Grand Anneau (大屋根リング, Oyane Ringu, en anglais, Grand Ring) est un bâtiment conçu par Sou Fujimoto pour l'Expo 2025 à Osaka, au Japon. Construit en menuiserie traditionnelle en bois, il couvre une superficie de 61 035 m2, ce qui en fait la plus grande structure architecturale en bois au monde selon le Livre Guinness des records,.

## Architecture
Le Grand Anneau, comme son nom le suggère, est une grand anneau en bois couvrant 61 035 m2. La technique dite nuki (en) est utilisée pour l'anneau ainsi que la technologie moderne. Environ 70 % du bois utilisé dans l'anneau provient de cryptomères du Japon et de cyprès du Japon tandis que les 30 % restants proviennent de pins sylvestre écossais,. L'anneau est la plus grande structure architecturale en bois au monde selon le Guinness World Records. Une promenade de 2 025 m se trouve au sommet de cet anneau, appelée « Skywalk » ; cinq escalators et six ascenseurs permettent d'y accéder.

## Projets de conservation après l'Exposition
L'anneau devait initialement être démoli après la fin de l'Expo 2025, les structures en bois étant réutilisables. Cependant, les partenaires commerciaux de l'exposition ont proposé de préserver 200 mètres du nord de l'anneau comme point de repère, tandis que Hirofumi Yoshimura, le gouverneur de la préfecture d'Osaka, a proposé de préserver 600 mètres de la partie sud de l'anneau.